# Michel Willenich
Michel Antoine Vincent Willenich, ou Willenigh, né à Alexandrie en Égypte en 1827 et mort le 18 août 1891 à Paris, est un peintre naturalisé français.

## Biographie
Michel Willenich étudie à l'Académie Julian à Paris. Il est élève de Jules Lefebvre, de Gustave Boulanger et de Charles Euphrasie Kuwasseg.
Il débute au Salon de 1870. Il est membre de la Société des artistes français. Il est nommé peintre de la Marine en 1883. Il est officier de l'ordre du Medjidié.
Plusieurs de ses œuvres sont conservées au musée des Beaux-Arts de Brest,.
Son petit-fils, Jacques Willenich, a été officier de marine et membre des Forces Françaises Libres à Londres.

## Œuvres

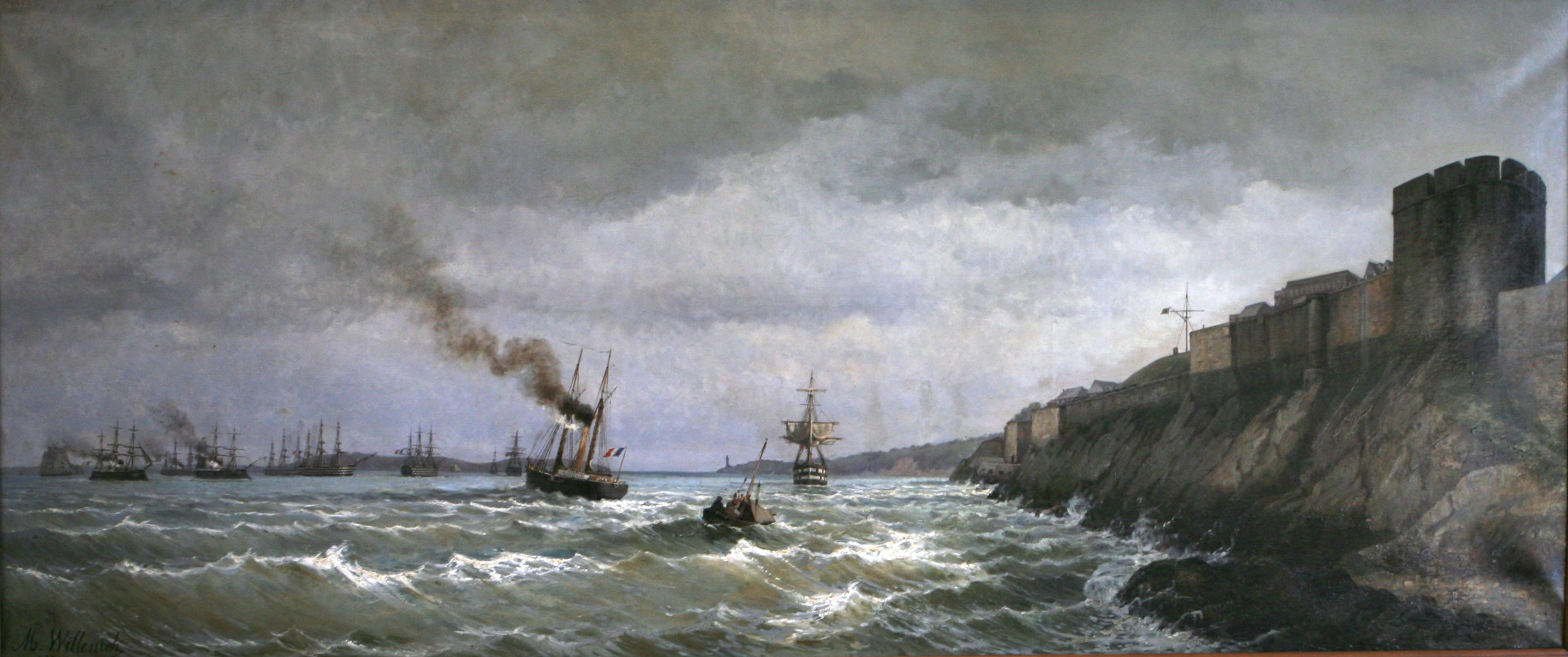
La Rade de Brest et l'escadre cuirassée (1879), musée des Beaux-Arts de Brest.

- La Tour de Léandre à Constantinople, 1877[10].
- Pointe de Scutari, prise de Arnaont Keny, Constantinople, 1874[10].
- Istanbul[1].
- Les Torpilleurs au combat de Fou-Chéou, 23 août 1884, réduction du tableau destiné au ministère de la marine[6].
- Port-Saïd : le quai Eugénie[6].
- Sous-bois à Plombières[6].
- Près du jardin public à Venise, 1892[6],[1].
- Place de l'église San Giovanni e Paolo[1].
- Un Soldo signore, 1875[1].
- Estuaire animé en Hollande[1].
- Vue du pont de Brest, 1878[8], disparu pendant les bombardements de la Seconde Guerre mondiale.
- La Rade de Brest et l'escadre cuirassée, 1879, musée des Beaux-Arts de Brest[8].